# Кінг (округ, Техас)
Шаблон:StateAbbr_ 33°37′ пн. ш. 100°15′ зх. д. / 33.61° пн. ш. 100.25° зх. д.
Округ Кінг (англ. King County) — округ (графство) у штаті Техас, США. Ідентифікатор округу 48269.

## Історія
Округ утворений 1876 року.

## Демографія
За даними перепису 2000 року загальне населення округу становило 356 осіб, усе сільське. Серед мешканців округу чоловіків було 174, а жінок — 182. В окрузі було 108 домогосподарств, 89 родин, які мешкали в 174 будинках. Середній розмір родини становив 3,12.
Віковий розподіл населення поданий у таблиці:
| Стать    | До 15 років | 15-21 | 22-29 | 30-39 | 40-49 | 50-65 | 65-85 | Понад 85 |
| -------- | ----------- | ----- | ----- | ----- | ----- | ----- | ----- | -------- |
| Чоловіки | 43          | 18    | 5     | 25    | 30    | 28    | 23    | 2        |
| Жінки    | 56          | 14    | 11    | 31    | 30    | 28    | 12    |          |

## Суміжні округи
- Коттл — північ
- Форд — північний схід
- Нокс — схід
- Гаскелл — південний схід
- Стоунволл — південь
- Дікенс — захід

## Виноски
1. ↑  https://publications.newberry.org/ahcbp/documents/TX_Individual_County_Chronologies.htm
2. ↑  U.S. Decennial Census. United States Census Bureau. Архів оригіналу за 26 квітня 2015. Процитовано 2 травня 2015.
3. ↑  Texas Almanac: Population History of Counties from 1850–2010 (PDF). Texas Almanac. Архів оригіналу (PDF) за 26 лютого 2015. Процитовано 2 травня 2015.
4. ↑  State & County QuickFacts. United States Census Bureau. Архів оригіналу за 18 жовтня 2011. Процитовано 18 грудня 2013.(англ.) Наведено за англійською вікіпедією.
5. ↑  American FactFinder. Бюро перепису населення США. Архів оригіналу за 29 липня 2011. Процитовано 31 січня 2008.

| США | Це незавершена стаття з географії США. Ви можете допомогти проєкту, виправивши або дописавши її. |